# Ichneumon ferruginatorius
Ichneumon ferruginatorius là một loài tò vò trong họ Ichneumonidae.